# What's Happened To Your Love?
What's Happened To Your Love? är en låt framförd av Linas & Simona. Den är skriven av Michalis Antonious, Linas Adomaitis och Camden-MS.
Låten var Litauens bidrag i Eurovision Song Contest 2004 i Istanbul i Turkiet. I semifinalen den 12 maj slutade den på sextonde plats med 26 poäng vilket inte var tillräckligt för att gå vidare till finalen.